# Elen
Elen est une section de la ville belge de Dilsen-Stokkem située en Région flamande dans la province de Limbourg. C'était une commune à part entière avant la fusion des communes de 1971.

## Histoire
La présence de quelques ustensiles préhistoriques de l'âge de la pierre et de l'âge du bronze indique que ce lieu a été habité.

### Moyen Âge
Les origines d'Elen en tant que paroisse remontent à l'époque de Charlemagne. Adalardus, petit-fils de Charles Martel et neveu de Charlemagne, entra dans l'abbaye de Corbie dans le Nord de la France vers 773 et lui donna le domaine d'Elen (IXe siècle). L'abbé de Corbie devient ainsi seigneur d'Elen.

### Période moderne
En 1558, l'abbaye céda ses biens et son bail à Godfried van Bocholt, seigneur de Grevenbroek (nl). En 1612, les seigneurs de Bocholt échangent leur seigneurie avec le prince-évêque de Liège contre la seigneurie de Grenville.
En 1741, Elen fut donnée par le prince-évêque au baron Thomas van der Marck, propriétaire du château de Sipernau (nl). Le hameau de Vissersweert (nl) appartenait à Elen durant la période française de 1803 à 1821, mais fut rattaché à Roosteren en 1839.

## Démographie

### Évolution démographique
- Sources : INS, Rem. : 1831 jusqu'en 1970 = recensements[2].